# Stenopogon theodori
Stenopogon theodori là một loài ruồi trong họ Asilidae. Stenopogon theodori được Lehr miêu tả năm 1984.